# Usine Stellantis de Sept-Fons
Stellantis Sept-Fons est un site industriel de Stellantis (anciennement PSA Peugeot Citroën) situé sur la commune de Dompierre-sur-Besbre.
Il s'agit d'une fonderie de ferreux à Dompierre-sur-Besbre (Allier) qui produit des pièces en fontes grises (carters, pièces de freinages...) qu'elle livre aux autres usines de mécaniques du groupe.
L'usine d'environ 600 salariés fabrique environ 40 000 pièces par jour.
Cette usine fut le lieu de travail de Didier Lacote, dont l'assassinat n'est toujours pas résolu.